# Keijcyoidea poikilokosmena
Keijcyoidea poikilokosmena is een mosselkreeftjessoort uit de familie van de Cytherellidae. De wetenschappelijke naam van de soort is voor het eerst geldig gepubliceerd in 1991 door Behrens.